# Musikjahr 1689
Liste der Musikjahre

◄◄ | ◄ | 1685 | 1686 | 1687 | 1688 | Musikjahr 1689 | 1690 | 1691 | 1692 | 1693 | ► | ►►

Weitere Ereignisse
Dieser Artikel behandelt das Musikjahr 1689.

## Ereignisse
- Die erste belegbare Aufführung der Oper Dido and Aeneas von Henry Purcell auf das Libretto von Nahum Tate findet 1689 (oder 1688) in einem Mädchenpensionat in Chelsea statt. Der Librettist Nahum Tate entnahm den Stoff aus der Aeneis des Vergil. Während die Urfassung des Librettos erhalten ist, ist die Musik Purcells nur durch spätere Abschriften überliefert. Die Musik des Prologs ist gänzlich verschollen, wahrscheinlich weil die darin enthaltene Anspielung auf die aktuelle Politik bei späteren Aufführungen nicht mehr passte. Die Oper gehört zu den wichtigsten musikdramatischen Werken des Barock und ist Purcells einzige richtige Oper (im Gegensatz zu mehreren Semi-Operas). Dido and Aeneas ist schon wegen ihrer Kürze bemerkenswert. Purcell orientiert sich außerdem mehr an der französischen als an der italienischen Oper, z. B. kommt dem Chor eine ungewöhnlich tragende Rolle zu und auch einige Tänze sind ins Geschehen miteinbezogen. Das wohl bekannteste Stück ist Didos Klage „When I am laid in earth“, eine Arie über einem Lamento-Basso ostinato.
- 08. Januar: In Kopenhagen heiraten die italienische Sopranistin Vittoria Tarquini und Jean-Baptiste Farinel, Kapellmeister (oder 1. Violinist) des Kurfürsten von Hannover. 3 Wochen später (am 30. Januar) wirken beide in Braunschweig in der Premiere von Agostino Steffanis Oper Henrico Leone mit.[1][2]
- 29. März: Nach einem Probespiel in Husum wird der Orgel- und Geigenvirtuose Nicolaus Bruhns einstimmig als neuer Organist in Husum gewählt, „da vorher seinesgleichen von Kompositionen und Traktierung allerlei Arten von Instrumenten in dieser Stadt nicht war gehöret worden“.
- 19. April: Bei einer Opernaufführung im Theater des dänischen Schlosses Amalienborg entzündet sich die Dekoration. Das Theater und das Schloss, auf das die Flammen übergreifen, werden beim Brand zerstört. 171 Menschen sterben, unter ihnen der Komponist Johann Lorentz.
- 30. April: Zum Geburtstag Königin Marias II. von England wird die Ode Now Does The Glorious Day Appear Z 332 von Henry Purcell aufgeführt.
- 26. August: In Neuburg an der Donau findet in Anwesenheit des Kaiserpaars die Hochzeit per procurationem zwischen Maria Anna von der Pfalz und dem spanischen König Karl II. statt. Zu diesem Anlass komponiert Johann Paul Agricola drei heute verschollene Kantaten.[3]
- 01. September: Der österreichische Violinist und Komponist Johann Joseph Vilsmayr wird Violinist in der Hofkapelle in Salzburg.
- 11. Oktober: Der italienische Kastrat und Komponist Andrea Adami da Bolsena, genannt il Bolsena, wird als Sopranist in die Cappella Sistina aufgenommen.[4]
- Der schottische Countertenor, Komponist und Lautenist John Abell wird am Hof des im Exil lebenden englischen Königs James II. im Schloss Saint-Germain-en-Laye Page des Schlafgemachs der Königin Maria Beatrice d’Este. Diese Stellung hat er bis 1697 inne.[5]
- Henry Aldrich wird Dekan von Christ Church in Oxford.[6]
- Der bisherige Chorister Thomas Allinson wird Lay-Clerk an der Kathedrale von Durham.[7]
- Der zweite Kapellmeister am Konservatorium Santa Maria di Loreto in Neapel Cataldo Amodei tritt von seinem Amt zurück. Alessandro Scarlatti wird kurzfristig sein Nachfolger als Lehrer.[8]
- Der deutsche Komponist und Arzt Johann Philipp Förtsch gibt seine musikalischen Tätigkeiten auf, als er Hofarzt in Schleswig wird.
- Alessandro Scarlatti wird kurzzeitig Lehrer am Conservatorio di Santa Maria di Loreto in Neapel. Dies obwohl er seit 1684 Kapellmeister der vizeköniglichen Hofkapelle (Cappella Reale) in Neapel ist und diese Stellung bis zum Jahr 1703 behält.
- Die neun Livres d'airs de cour zu 4 und 5 Stimmen (1617–1642) von Antoine de Boësset werden von Christophe Ballard in Paris wieder aufgelegt.

### Uraufführungen

#### Oper
- 26. Januar: Die Tragödie Esther von Jean Racine, mit Musik von Jean-Baptiste Moreau hat ihre Uraufführung im Mädchenpensionat von Saint-Cyr. Die Aufführung in Saint-Cyr, bei der alle Rollen von jungen Schauspielerinnen gespielt werden, wird zu einem Erfolg. Bald darauf gibt Madame de Maintenon, die zweite Gemahlin Ludwigs XIV. von Frankreich, eine weitere biblische Tragödie in Auftrag.
- 29. Januar: Die Oper Il Greco in Troia von Giovanni Maria Pagliardi (1637–1702) wird im Teatro della Pergola in Florenz aufgeführt. Anlass ist die Hochzeit des toskanischen Thronerbens Ferdinando de’ Medici (1663–1713) mit Violante Beatrix von Bayern, der jüngsten Tochter des bayerischen Kurfürsten Ferdinand Maria.[9] Die Bühnenkonstruktion des Trojanischen Pferdes stammt von Filippo Acciaiuoli.[10]

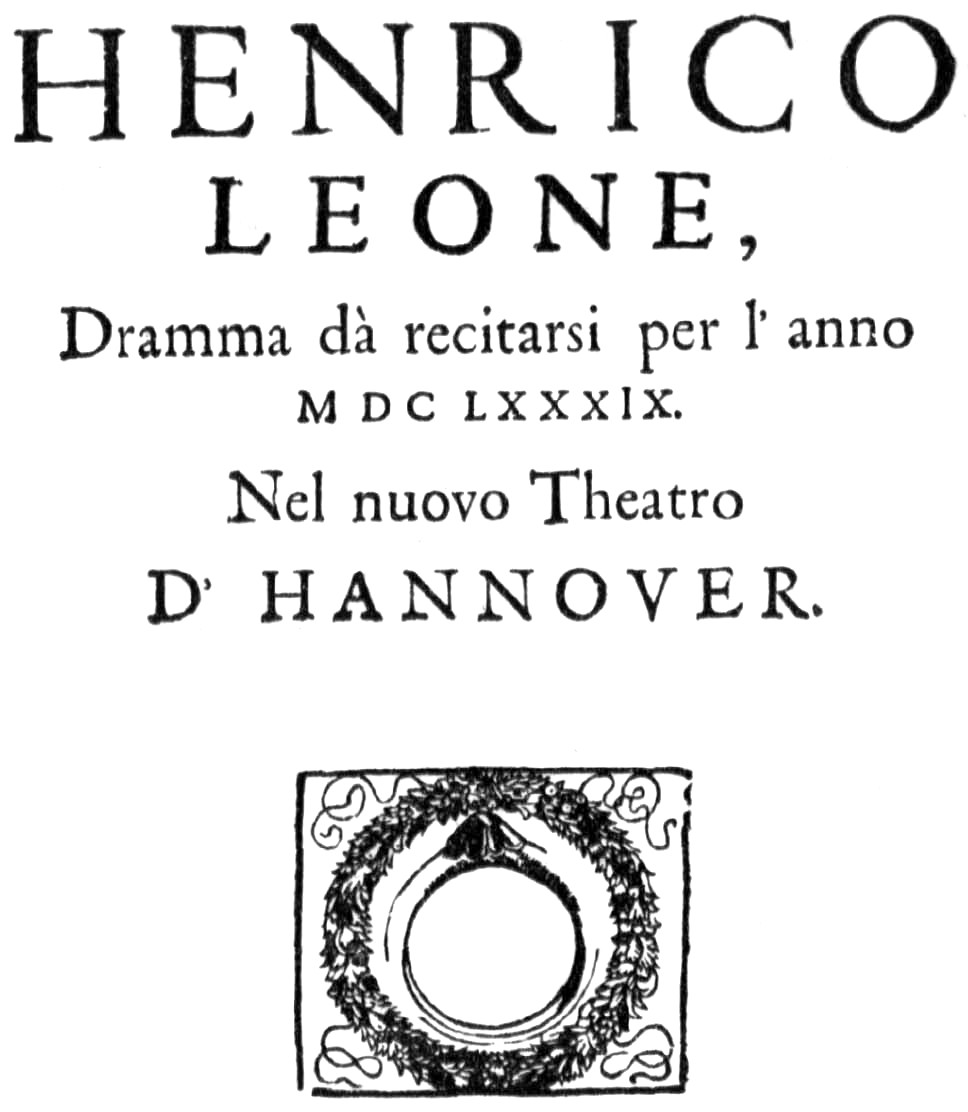
Titelseite des Librettos der Oper Enrico Leone

- 30. Januar: Die Oper Enrico Leone von Agostino Steffani auf das Libretto von Ortensio Mauro wird in Braunschweig uraufgeführt; zu den Sängern gehören Vittoria Tarquini und der Tenor Antonio Borosini.[11]
- Sommer: Agostino Steffanis Oper La lotta d’Ercole con Acheloo („divertimento drammatico“ in einem Akt) auf das Libretto von Ortensio Mauro wird im Schloss in Hannover uraufgeführt.
- Drei Opern von Johann Philipp Förtsch werden uraufgeführt:
  - Der mächtige Monarch der Perser, Xerxes, in Abidus auf das Libretto von Christian Heinrich Postel in Hamburg
  - Cain und Abel, oder der verzweifelnde Bruder-Mörder auf das Libretto von Christian Heinrich Postel
  - Die betrübte und erfreuete Cimbria auf das Libretto von Christian Heinrich Postel in Hamburg.

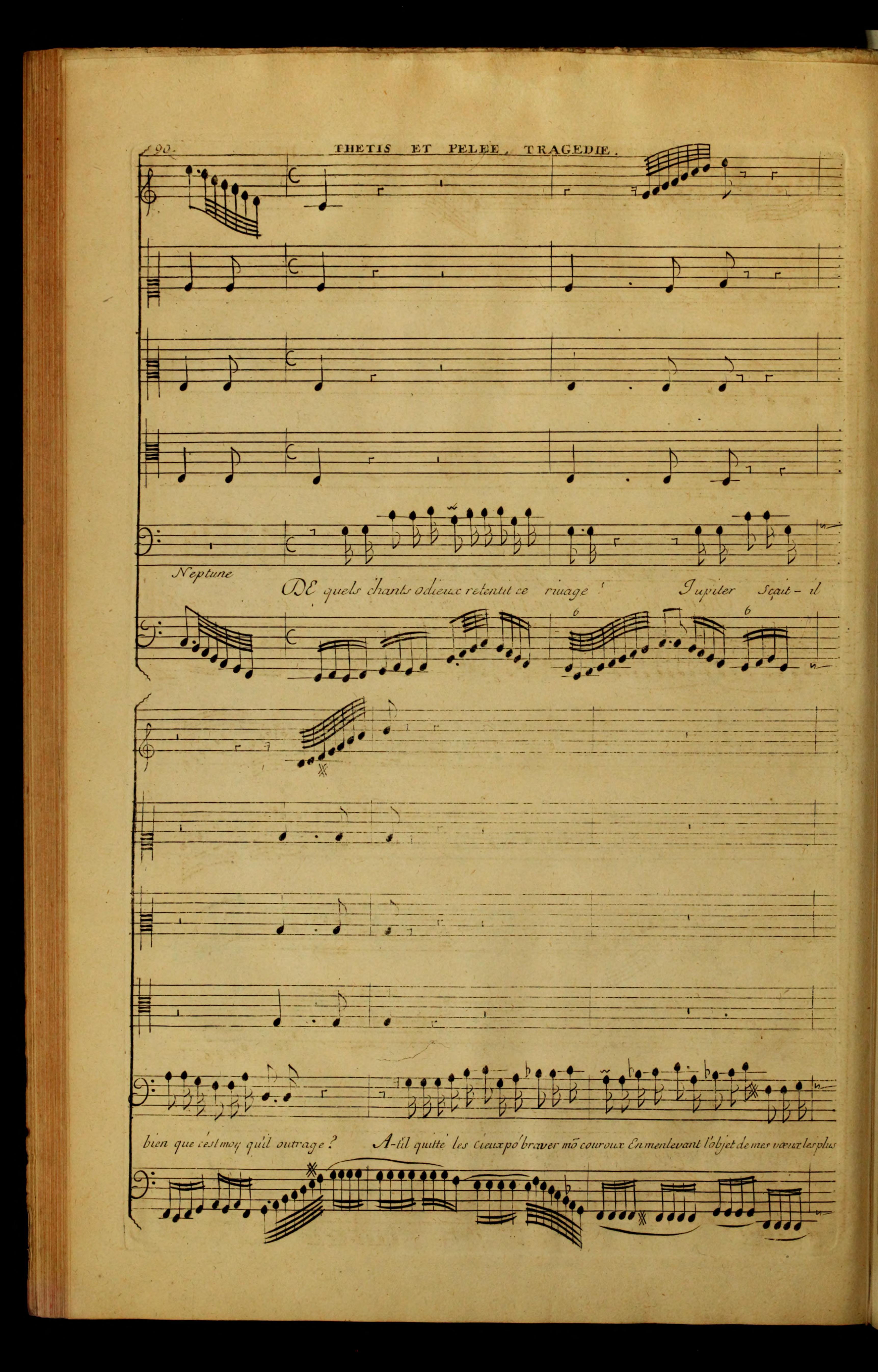
Einige Takte aus dem 1. Akt von Thétis et Pelé

- Die Tragédie lyrique Thétis et Pelée von Pascal Collasse auf das Libretto von Bernard le Bovier de Fontenelle wird zum ersten Mal aufgeführt.
- Antonio Caldara – L'Argene
- Pascal Colasse – Thétis et Pelée (Tragédie lyrique)
- Domenico Gabrielli – Silvo, re degli Albani (Melodramma, Libretto: Pietro d’Averara, Turin)
- Giacomo Antonio Perti – La Rosaura, Libretto: Antonio Arcoleo, Teatro Sant’Angelo, Venedig (Digitalisat beim Münchener Digitalisierungszentrum der Bayerischen Staatsbibliothek)
- Marc’Antonio Ziani – Il gran Tamerlano. Libretto: Giulio Cesare Corradi. Dramma per musica. Uraufführung im Teatro Santi Giovanni e Paolo in Venedig.[12]

#### Oratorien
- Pirro Albergati – Santa Orsola, Bologna, Santa Maria di Galliera, Palmsonntag am 3. April
- Giulio d’Alessandri Chiapetta – La Bersabea, komponiert 1686, wird am Hof Francesco II. d’Estes in Modena aufgeführt
- Giovanni Filippo Apolloni – Jefte, Libretto: Giovanni Battista Tomasi, posthume Aufführung in Mantua
- Giovanni Battista Bassani – Giona (Fastenzeit 1689, Modena)

### Instrumentalmusik

#### Ensemblemusik
- Arcangelo Corelli
  - 12 Triosonaten da chiesa (Sonate a tre) op. 3, gewidmet Francesco II. d’Este, dem Herzog von Modena. Dieser hatte Corelli 1686 in Pamphilis Palazzo spielen hören und war so beeindruckt von der Vorführung, dass er in der folgenden Zeit mehrfach versuchte, Corelli nach Modena abzuwerben.
  - Sinfonia zu Giovanni Lorenzo Luliers Oratorium Santa Beatrice d’Este
- Domenico Gabrielli – 7 Ricercari (für Violoncello solo)
- Marin Marais – Premier livre de pièces à une et à deux violes (erweiterte Neuauflage des 1. Buches mit 93 Stücken für eine oder zwei Solo-Gamben; diesmal mit Continuostimme, die bei der Erstauflage 1686 fehlte)
- Giovanni Maria Ruggieri – 10 Violinsonaten „Bizarrie armoniche esposite in dieci Sonate con violini, tiorbo e cembalo“ (Giuseppe Sala, Venedig) op. 1
- Pavel Josef Vejvanovský: Sonata a 5 für zwei Trompeten Streicher und Basso continuo
- Giovanni Battista Vitali – Artificii musicali, op. 13. (60 Instrumentalstücke umfassende didaktische Sammlung).

#### Cembalo
- Der französische Komponist, Cembalist und Organist Jean-Henri d’Anglebert, der in Versailles mit Jean-Baptiste Lully zusammen gearbeitet hatte und aus dessen Opern und Ballets zahlreiche Ouvertüren, Airs und Tänze für Cembalo bearbeitete, veröffentlicht diese zusammen mit vier eigenen Suiten und einigen „Vaudevilles“ in seinen Pièces de clavecin. Die Sammlung enthält auch ein Kyrie und fünf kurze Fugen (über das gleiche Thema) für Orgel, und außerdem die umfangreichste Tabelle von Verzierungen, die je veröffentlicht wurde (29 verschiedene Triller, Mordente, Vorhalte, Doppelschläge, Arpeggien etc.).
- Jacques Boyvin
  - Premier Livre d’orgue contenant les huit tons à l'usage ordinaire de l’église
  - Second Livre d’orgue contenant les huit tons à l'usage ordinaire de l’église
- Johann Kuhnau – Neuer Clavier-Übung, erster Theil (7 Suiten für Cembalo, Clavichord, Spinett)
- The second part of Musick's Handmaid: containing the newest Lessons, Grounds, Sarabands, Minuets and Jiggs, set for the Virginalls, Harpsichords and Spinets (Henry Playford, London 1689).[13] Die Sammlung enthält u. a. Cembalowerke von Henry Purcell.

### Vokalmusik

#### Geistlich
- Giovanni Paolo Almeri – Mottetti Sagri à Due, e Tre Voci op. 2, Bologna OCLC 16449197
- Miguel de Ambiela – Suban las voces al cielo für sechs Stimmen und Basso continuo, Villancico OCLC 662195211
- Giovanni Paolo Colonna – Sacre lamentationi della settimana santa op. 9 (Bologna)
- Michel-Richard Delalande
  - De profundis S 23, Psalm 128 (130) für Soli, Chor und Orchester
  - Exalatabo te Deus meus, Psalm 144 für Soli, Chor und Orchester
  - Jubilate Deo S 9, Psalm 99 (100) für Soli, Chor und Orchester
  - Pange lingua gloriosi
- Samuel Jacobi – Historia Resurrectionis für Solostimmen, gemischten Chor, Streicher und Basso continuo (1686)
- Johann Caspar von Kerll – Missae sex, cum instrumentis concertantibus (6 Messen)
- Michel Lambert – Leçons de ténèbres pour la semaine sainte (Trauermusik für die Karwoche) für eine Singstimme und B.c.
- Giovanni Legrenzi – Sacri Musicali Concerti a due, e tre voci. Libro Terzo, op. 15
- Guillaume-Gabriel Nivers – Motets à voix seule, accompagnée de la basse continue et quelques autres motets à deux voix, propres pour les religieuses, avec l’Art d’accompagner sur la basse continue, pour l’orgue et le clavecin
- Henry Purcell – Praise the Lord o Jerusalem Z 46
- Pavel Josef Vejvanovský: – Vesperae de sabbatho

#### Weltlich
- Jakob Kremberg – Musicalische Gemüths-Ergötzung, oder Arien, samt deren unterlegten hochdeutschen Gedichten, theils hoher Standes-Personen und vortrefflicher Leute, theils eigener Erfindung. Welche also eingerichtet, dass Sie mit einer Stimme allein zu singen benebenst dem General-Bass, oder aber zugleich und besonders auf der Lauthe, Angelique, Viola di Gamba, und Chitarra, können gespielt werden. Alles nach der neuesten Italienisch und Frantzösischen Manier mit grosser Müh und Fleiss verfertigt, und nach eines ieden Instruments Natur und Eigenschafft gantz beqvehm in die Hand gesetzt, Dresden, 1689 OCLC 254524161
- Michel Lambert – 60 Airs, für 1 bis 5 Singstimmen, 2 Instrumente und B.c. (Paris, 1689)

### Instrumentenbau

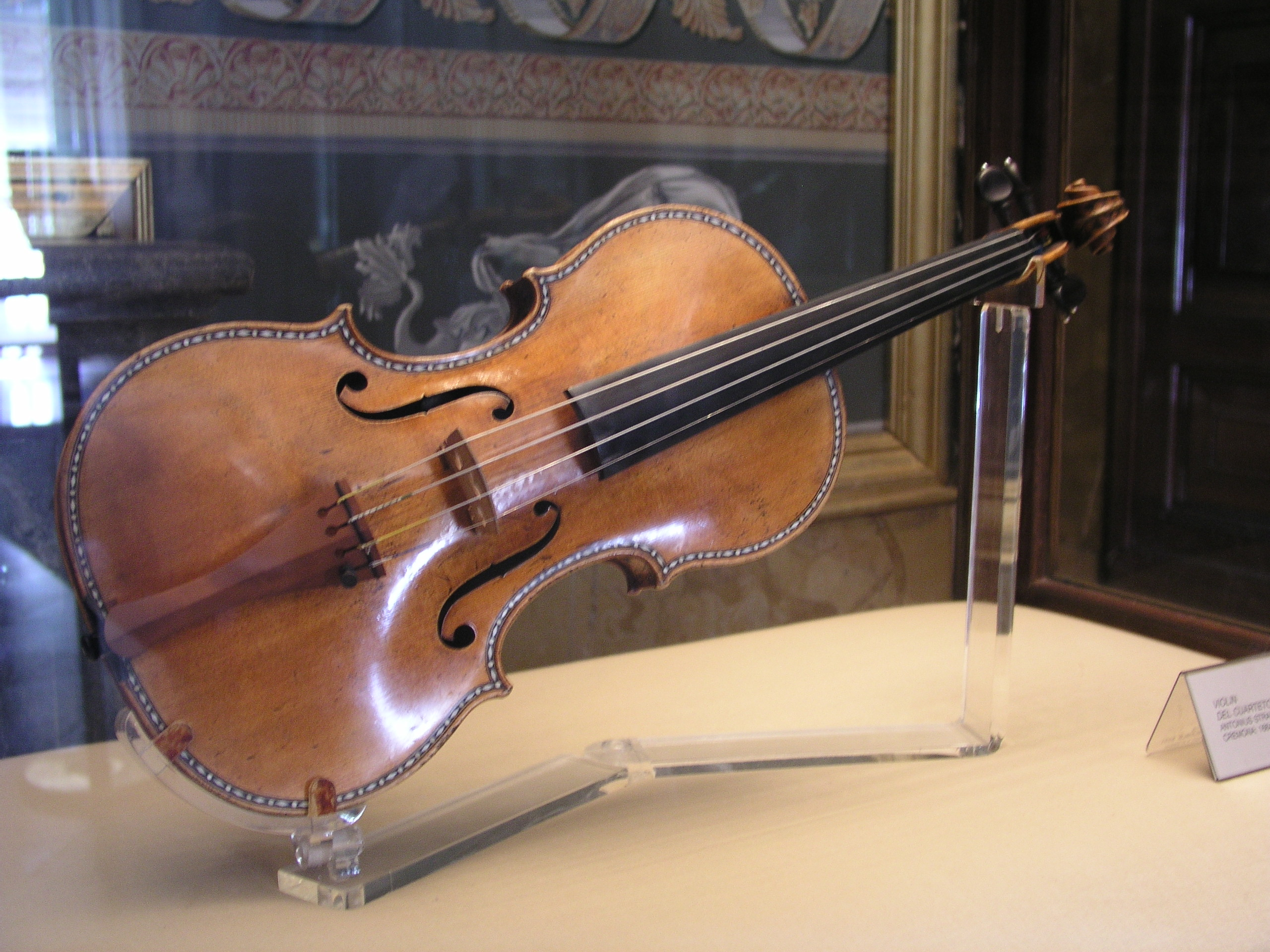
Die Spanische Stradivari II aus dem „Cuarteto Real“ im Palacio Real, Madrid (Baujahr ca. 1689)

- Antonio Stradivari produziert die heute unter den Namen Arditi und Baumgartner bekannten Violinen sowie wahrscheinlich auch die Violinen Spanische Stradivari I, Spanische Stradivari II und das Violoncello Archinto.

## Geboren
- 27. Februar: Pietro Gnocchi, italienischer Komponist, Geograph und Historiker († 1775)
- 14. April: Ferdinand Zellbell, schwedischer Komponist († 1765)
- 01. Mai: Heinrich Gottlieb Herbst, deutscher Orgelbauer († 1738)
- 30. September: Jacques Aubert, französischer Violinist und Komponist († 1753)
- 03. November: Johann Joseph Ignaz Brentner, böhmischer Komponist († 1742)
- 09. Dezember: Johann Conrad Lichtenberg, deutscher Librettist, Baumeister und Theologe († 1751)
- 23. Dezember: Joseph Bodin de Boismortier, französischer Flötist und Cembalist († 1755)

## Gestorben

### Todesdatum gesichert
- 19. April: Johan Lorentz der Jüngere, dänischer Komponist (* um 1610)
- 4. oder 8. Mai: Christian Knorr von Rosenroth, deutscher Polyhistor, Dichter, Schriftsteller und evangelischer Kirchenlieddichter (* 1636)
- 05. Juni: Christian Nifanius, deutscher lutherischer Theologe, Geistlicher und Kirchenlieddichter (* 1629)
- 23. November: Philipp von Zesen, deutscher evangelischer Kirchenlieddichter und Schriftsteller (* 1619)

### Genaues Todesdatum unbekannt
- Jaume Vidal, katalanischer Mönch, Musiker, Schriftsteller und Bibelwissenschaftler (* 1606)